# Brygada Męczennika Nubara Ozanyana
Brygada Męczennika Nubara Ozanyana (orm. Նահատակ Նուպար Օզանեան Գումարտակ, arab. ‏طابور الشهيد نوبار اوزانيان‎, kurd. Tabura Şehid Nubar Ozanyan) – ormiańska organizacja paramilitarna działająca na terenie północno-wschodniej Syrii. Powstała 24 kwietnia 2019 i weszła w skład Syryjskich Sił Demokratycznych.
Brygada nosi imię Nubara Ozanyana, urodzonego w Turcji ormiańskiego marksistowsko-leninowskiego rewolucjonisty, który był dowódcą oddziałów TİKKO – zbrojnego ramienia Tureckiej Partii Komunistycznej/Marksiści-Leniniści. Zginął w akcji w czasie bitwy o Ar-Rakkę w 2017.  
Brygada powstała w kościele Marziya w miejscowości Tall Kauran w 104. rocznicę ludobójstwa Ormian. Za swój cel uznaje obronę ormiańskiej społeczności, jej kultury i języka, a także wszystkich mieszkańców Rożawy przed Państwem Islamskim (ISIS) oraz państwem tureckim, które określa jako „współczesny odpowiednik faszystowskiego Komitetu Jedności i Postępu”.  